# Transatlantic
|  | No s'ha de confondre amb transatlàntic. |

Transatlantic és un grup de rock progressiu format per Roine Stolt (dels The Flower Kings), Pete Trewavas (de Marillion i Edison's Children), Mike Portnoy (fundador de Dream Theater) i Neal Morse (fundador de Spock's Beard).

## Història
Inicialment la intenció era comptar amb Jim Matheos, guitarrista de Fates Warning. Però al no estar disponible, Morse i Portnoy contacten amb al guitarrista i vocalista de The Flower Kings, Roine Stolt. La formació es completa amb el baixista Pete Trewavas, de Marillion, veterana banda britànica de la qual Mike Portnoy n'era fan.
El nom del grup inicialment havia de ser "Second Nature" (Segona Naturalesa), però Per Nordin, artista que va dissenyar les portades, va suggerir canviar-lo a Transatlantic.
El primer disc, SMPT:e (de l'any 2000), va obtenir excel·lents crítiques. Es fa fer una petita gira pels Estats Units, i en va sortir un CD doble, anomenat Live in America, i un vídeo amb el mateix nom. La banda, en directe, toca covers de The Beatles ("Strawberry Fields Forever"), així com un popurri de Genesis' que incloïa "Watcher of the Skies" i "Firth of Fifth", mostrant així les seves influències.
Tot i que el treball SMPT:e conté la peça "All of the Above" (que dura 31 minuts), el segon disc en estudi del grup Bridge Across Forever (2001), presenta al grup tocant temes de duració considerable. Així, doncs, el CD conté només 4 temes: "Duel With the Devil" (26 minuts), "Suite Charlotte Pike" (14 minuts), "Bridge Across Forever" (de "només" 5 minuts), i "Stranger in Your Soul" (26 minuts). La següent gira es fa per Europa, i dona lloc a la publicació d'un altre treball en directe el 2003, Live in Europa. Novament, l'admiració per The Beatles queda palesa amb el medley que fan de "Suite Charlotte Pike" amb el disc Abbey Road de la coneguda formació britànica. En aquesta gira els acompanya damunt els escenaris Daniel Gildenlöw de Pain of Salvation, tocant teclats, guitarra, percussió i fent cors.
Després de la gira, Transatlantic se separa per la retirada de Neal Morse per llençar la seva carrera com a músic cristià, abandonant també la seva altra banda Spock's Beard, quan es trobava en un dels moments més dolços.
Durant aquests anys, Mike Portnoy col·labora en els treballs en solitari de Neal Morse.
El 2009, la banda torna a reunir-se per treure el seu tercer disc en estudi: The Whirlwind (octubre, 2009). Es compon d'una única peça musical de 78 minuts separada en 12 fragments o cançons, on es torna a fer evident la sinergia que es crea quan aquests quatre grans músics estan junts. Hi ha una edició doble que inclou un CD amb 4 temes addicionals i 4 versions de temes de Genesis, The Beatles/America, Procol Harum i Santana. Aquest disc ha estat considerat per a molts com a millor disc del 2009.
L'abril del 2010 comença una gira de presentació de The Whirlwind titulada An Evening With TRANSATLANTIC "Whirld Tour 2010", que torna a comptar amb Daniel Gildenlöw, i que els du per Estats Units i Europa en una sèrie de 23 concerts on interpreten el darrer disc sencer, a part d'alguns dels clàssics de la banda.
Al maig del 2013 es reuneixen novament a Nashville, a casa de Neal Morse, per gravar el que serà el seu quart treball en estudi. Aquest disc, que durà per nom Kaleidoscope, apareixerà el 27 de gener del 2014. Tot seguit començarà una nova gira que els durà per Amèrica i Europa. En aquesta ocasió en directe els acompanya Ted Leonard (Enchant, Spock's Beard), ja que Daniel Gildenlöw no pot per causes mèdiques. L'11 de Setembre de 2014, Kaleidoscope guanya el premi al Disc de l'Any en la tercera edició dels premis anuals Progressive Music Awards.

### Galeria

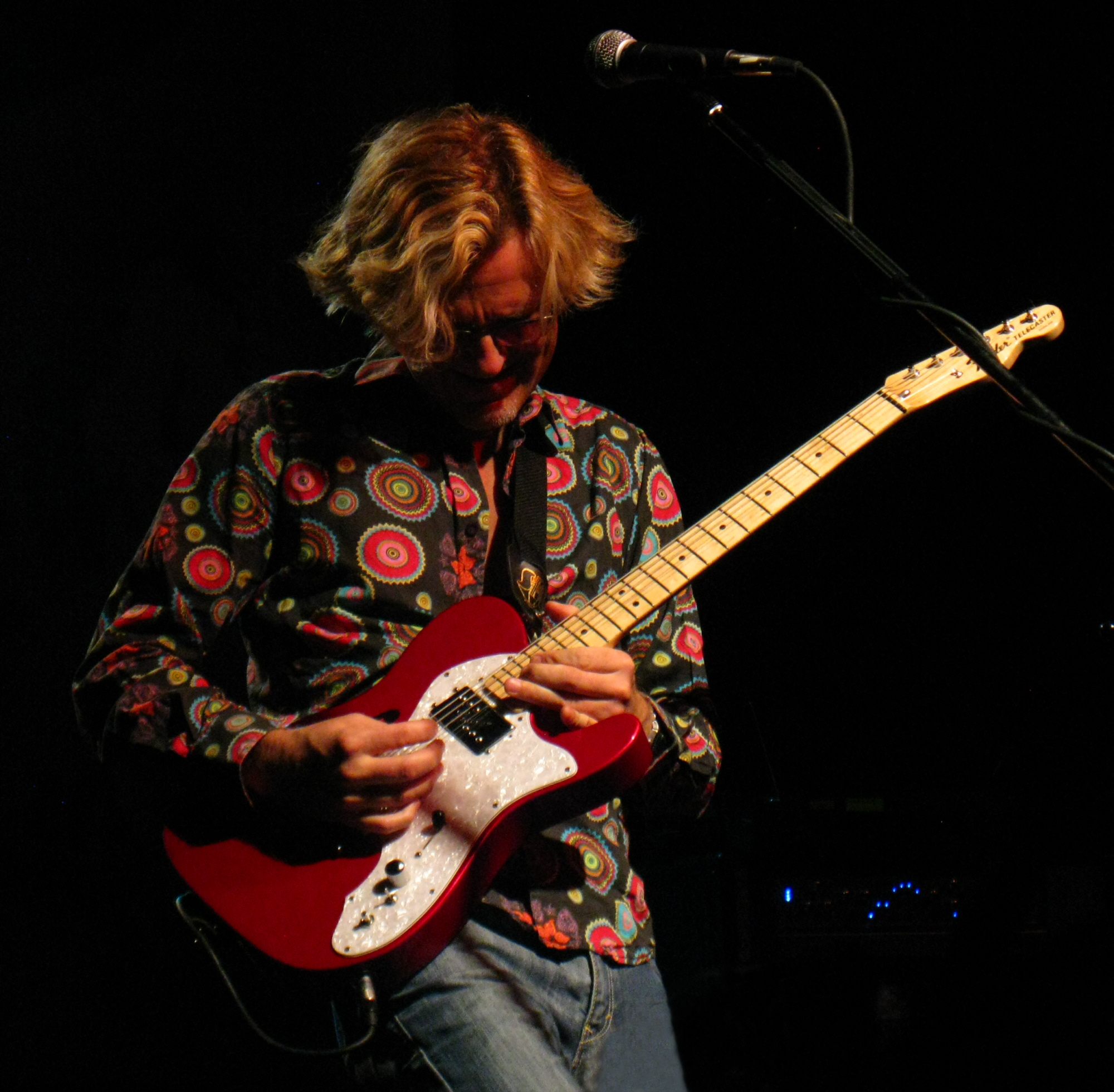
Roine Stolt
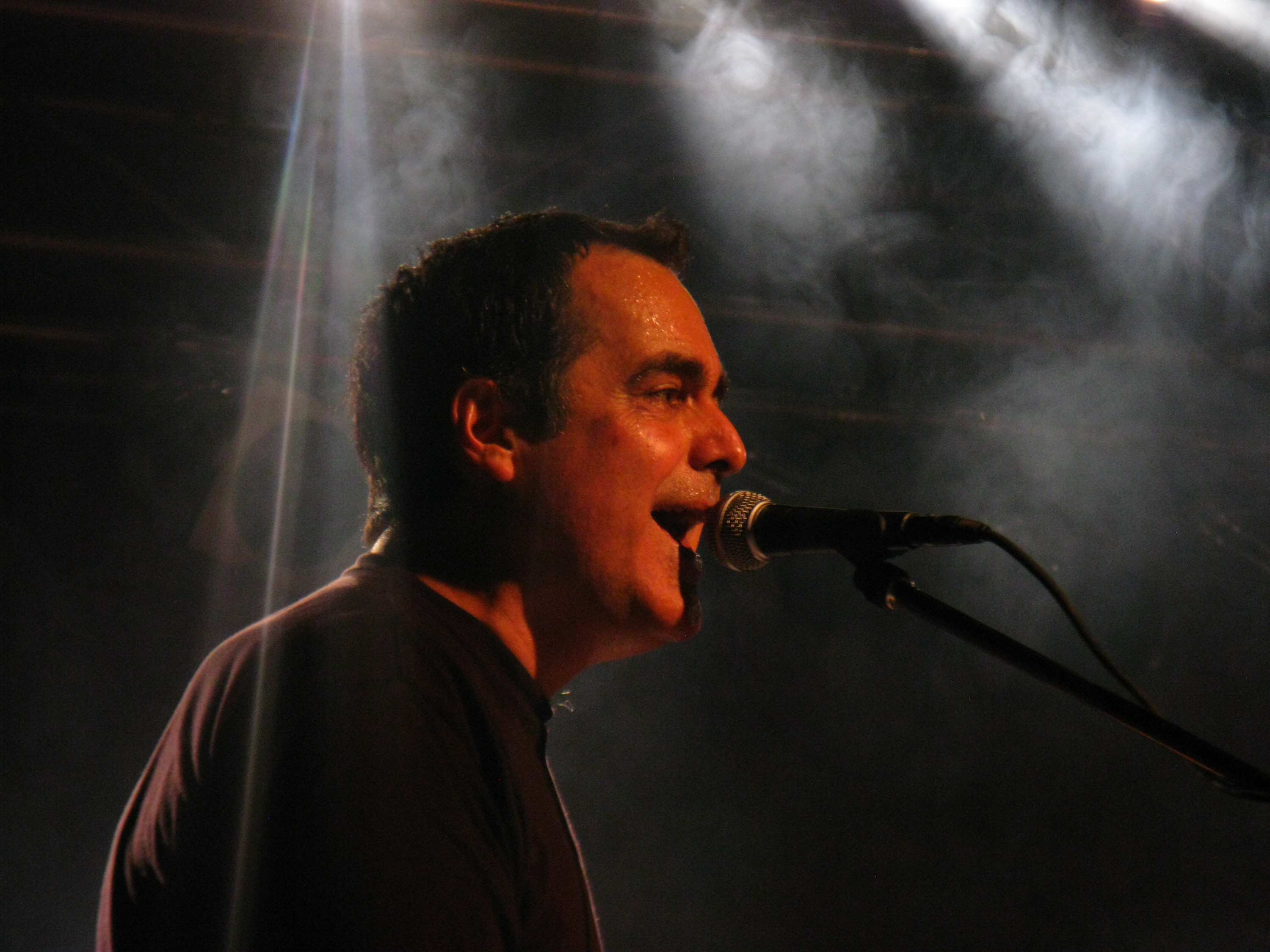
Neal Morse
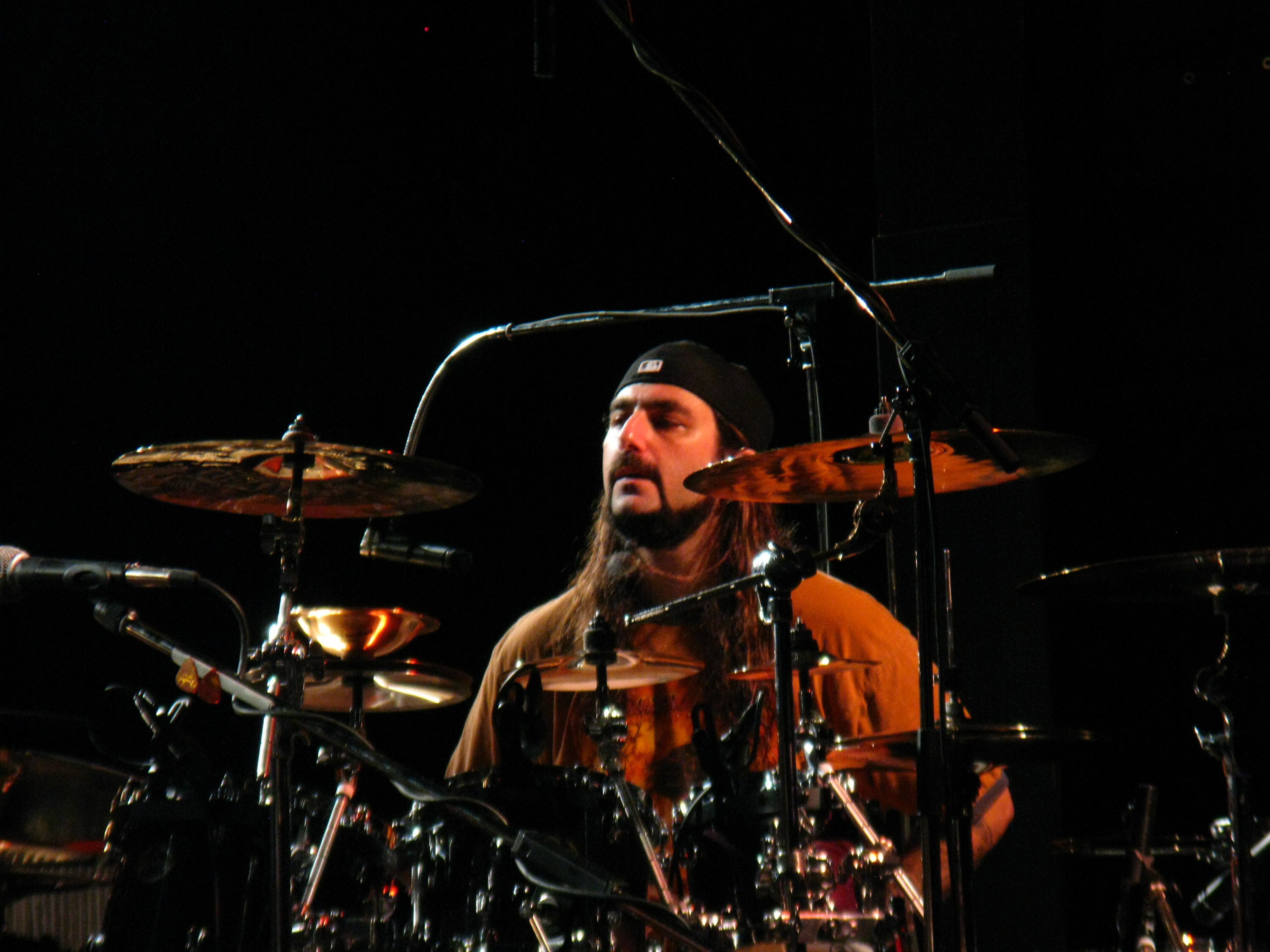
Mike Portnoy
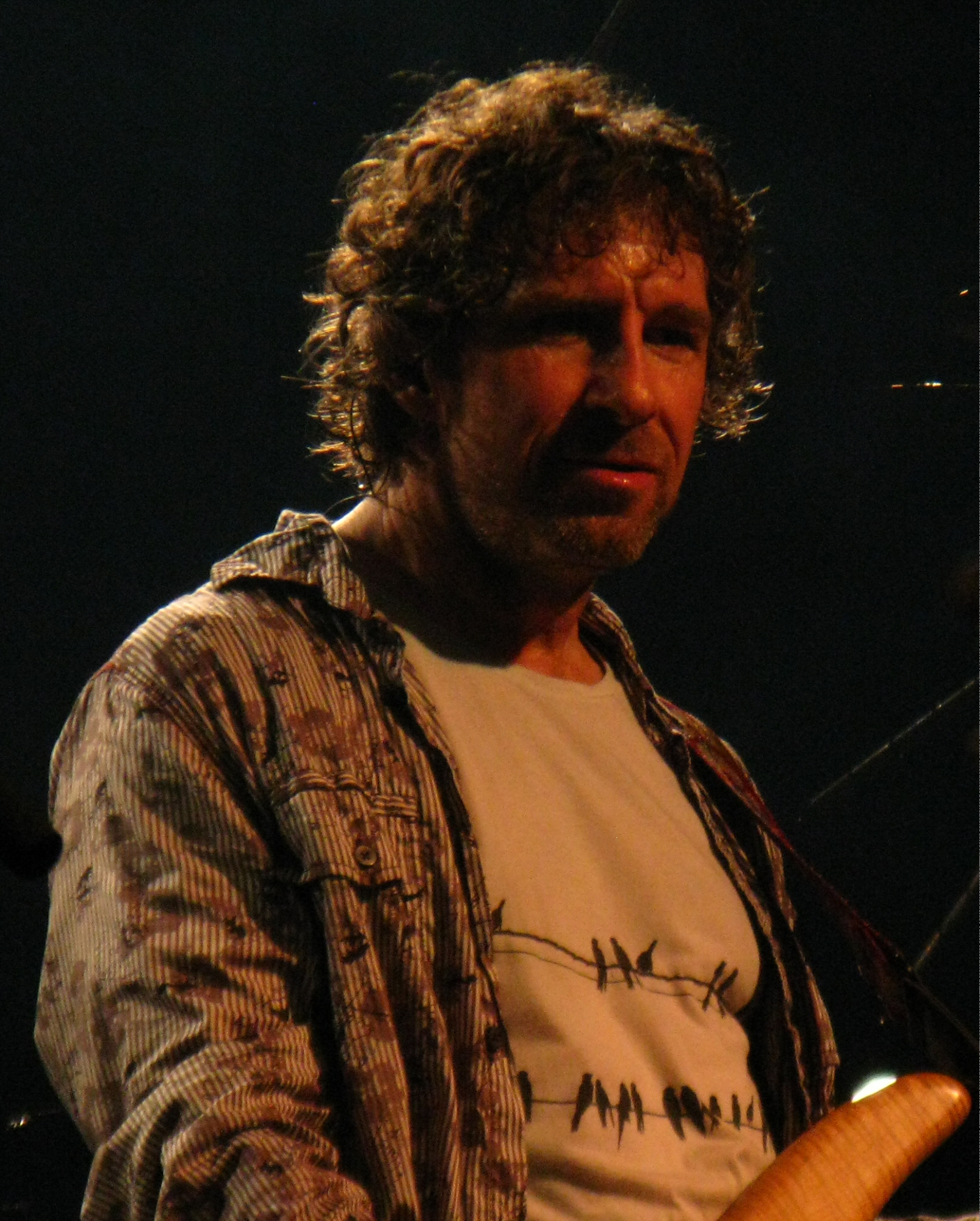
Pete Trewavas

## Membres
- Neal Morse - teclats, guitarra, vocalista
- Mike Portnoy - bateria, vocalista
- Roine Stolt - guitarra, vocalista
- Pete Trewavas - baix, vocalista

## Discografia

### Àlbums
- SMTP:e (2000)
- SMTP:e Limited Edition (2000)
- Live In America (En directe, 2CD, 2001)
- Bridge Across Forever Limited Edition (2001)
- Bridge Across Forever (2001)
- Neal Morse - The Transatlantic Demos (2003)
- SMPT:e - The Roine Stolt Mixes (2003)
- Live In Europe (En directe, 2CD, 2003)
- The Whirlwind, Regular Edition (CD, 2009)
- The Whirlwind, Special Edition (2CD, 2009)
- The Whirlwind, Deluxe Edition (2CD + DVD, 2009)
- Kaleidoscope (2014)
- KaLIVEoscope (2014)
- The Absolute Universe (2021)

### Vídeos i DVD
- Live In America (VHS, 2001)
- Building The Bridge (VHS, 2002)
- Live In Europe (2 DVD, 2003)
- Drums Across Forever by Mike Portnoy (DVD, 2003)
- Building The Bridge & Live In America (DVD, 2006)
- The Making Of Whirlwind (DVD extra a l'edició deluxe del The Whirlwind, 2009)
- The Official Bootleg DVD (2010, de venda exclusiva als concerts)
- Whirld Tour 2010: Live in London (2 DVD, 2010)
- More Never Is Enough: Live In Tilburg 2010 (2 DVD, 2011)
- KaLIVEoscope (BD, CD+DVD+BD, 2014)

### Promos
- Transatlantic - Bridge Across Europe Tour 2001 (promo, 2001)